# Паузер, Сергиус
Сергиус Паузер (нем. Sergius Pauser 28 декабря 1896 г. Вена — 16 марта 1970 г. Клостернойбург/Нижняя Австрия) — австрийский художник, специализировавшийся на портретах, пейзажах и натюрмортах.

## Биография
Сергиус Паузер изучал архитектуру, затем увлекается живописью, и в период с 1919 по 1924 год учится в Германии, в мюнхенской Академии изящных искусств. На его художественные взгляды оказывает влияние творчество немецких экспрессионистов — Макса Бекмана, Отто Дикса и Карла Хофера. В 1925 году художник возвращается в Вену, продолжает в течение 3 месяцев свою учёбу в Академии изящных искусств Вены. В 1927 году он становится участником движения «венский Сецессион». Если в начале своего творческого пути Паузер следовал экспрессионистскому стилю, то в конце 1920 -х годов он переходит к более строгому «Новой вещественности».
В 1930-е годы творчество Сергиуса Паузера получает международное признание. От совершает поездки по Франции и Италии, участвует в художественных выставках в Германии, США и в Швейцарии, где завоёвывает почётные призы. В 1930 году он получает приз города Вены в области культуры, в 1932 году — Большую государственную премию Австрии. В 1935 году он получает в Будапеште «Большую золотую почётную иглу» и в том же году приз международной выставки Карнеги в Питтсбурге (США). В 1934 и в 1936 годах он участвует в выставках венецианского Биеннале, и до 1939 года остаётся членом венской Сецессион. В 1942 он получает премию на конкурсе «Лучший женский портрет Вены». В 1943—1944 годы художник был руководителем «школы мастеров» по портретной живописи при венской Академии изящных искусств. После окончания Второй мировой войны, с 1945 года Паузер преподаёт в венской Академии, и работает в ней до 1967 года.
В годы правления национал-социалистов в Германии и в Австрии картины Сергиуса Паузеора были лично удалены А.Гитлером летом 1937 года из залов Большой германской художественной выставки в мюнхенском Доме германского искусства (наряду с работами Антона Колигса и Йозефа Добровски). Впрочем, в 1939 году Паузер был приглашён принять участие в новой Большой германской художественной выставке, где он представил своё полотно «Фрау Хильда Тренкер». Он также участник «Конкурса искусств» на Олимпийских играх 1936 года в Берлине.
В послевоенное время художник снова участвует в различных международных конкурсах, в 1955 вновь удостаивается премии города Вены и в 1965 году — второй Большой австрийской государственной премии. Он совершает несколько поездок по Италии и в 1950 году — по Турции. в этих заграничных путешествиях Паузер много рисует, в первую очередь акварели. В то же время следует заметить, что наибольшую ценность в творческом наследии Сергиуса Паузера имеют его работы конца 1920-х и начала 1930 -х годов, посвящённые социальной тематике (полотно «Доменная печь» о труде металлургов).

## Награды
- 1955: Премия города Вены в области изобразительного искусства
- 1965: Большая государственная премия Австрии в области изобразительного искусства

## Галерея

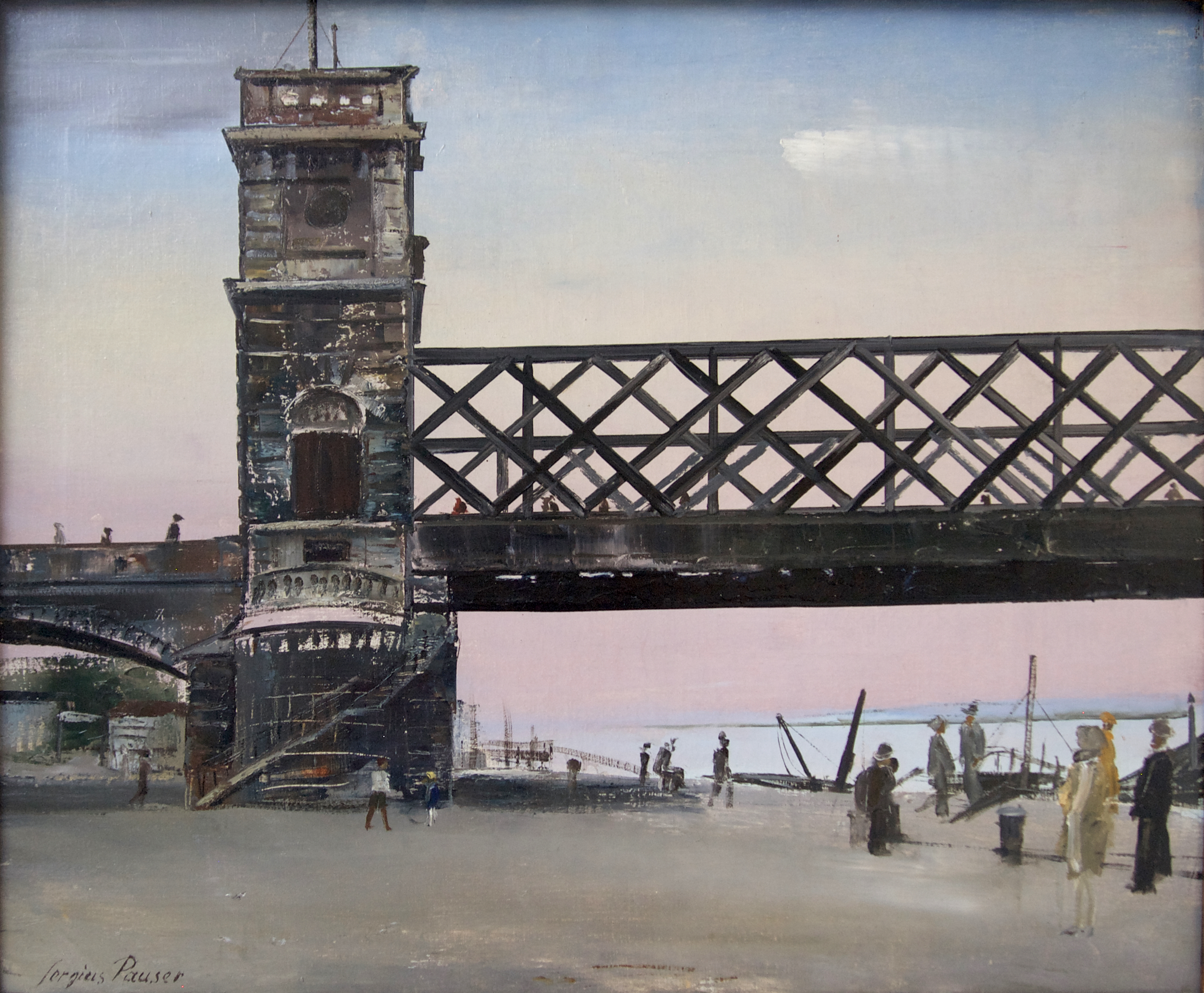
"Восточный имперский мост" (1929).
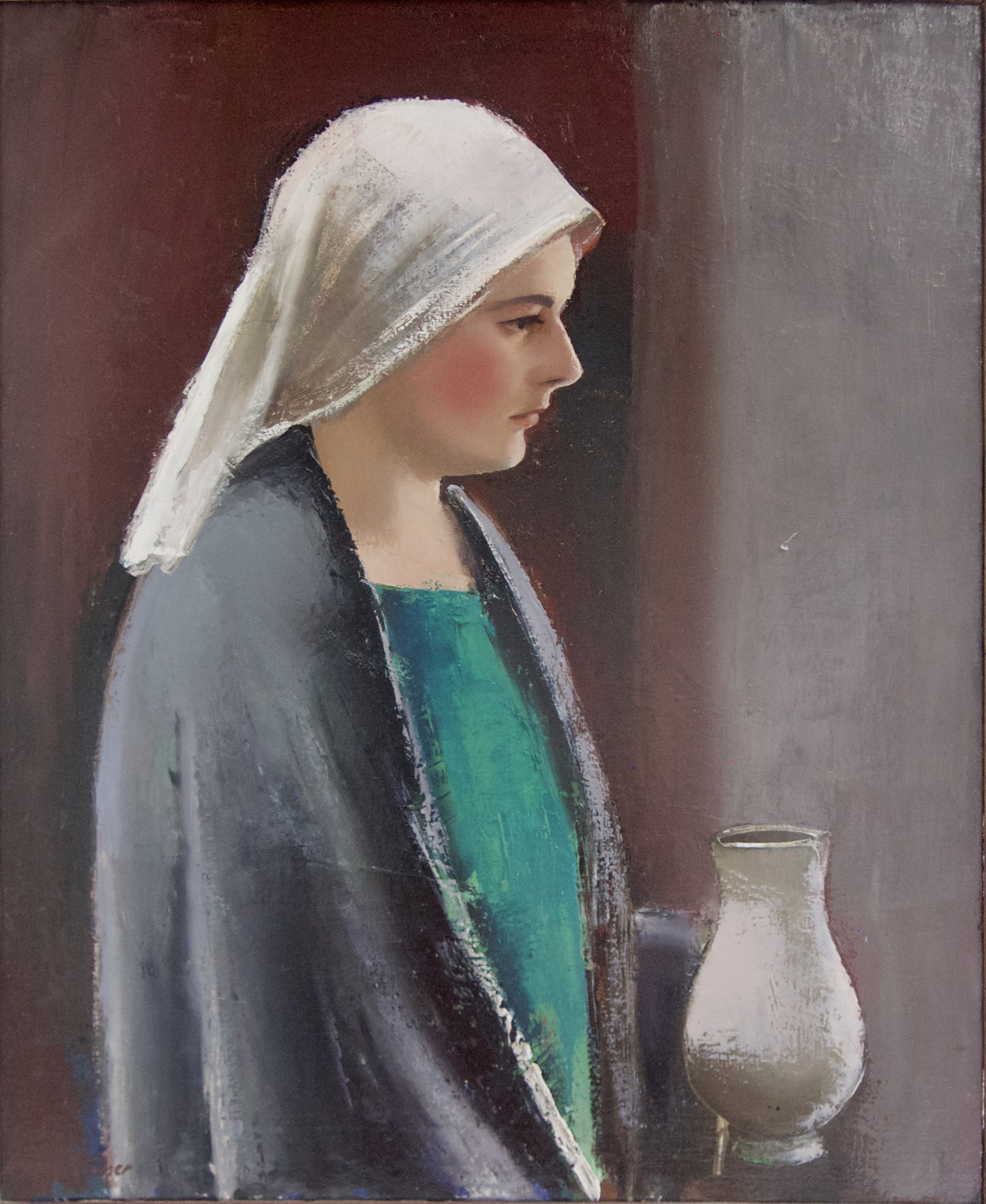
"Портрет женщины в платке" (1930).
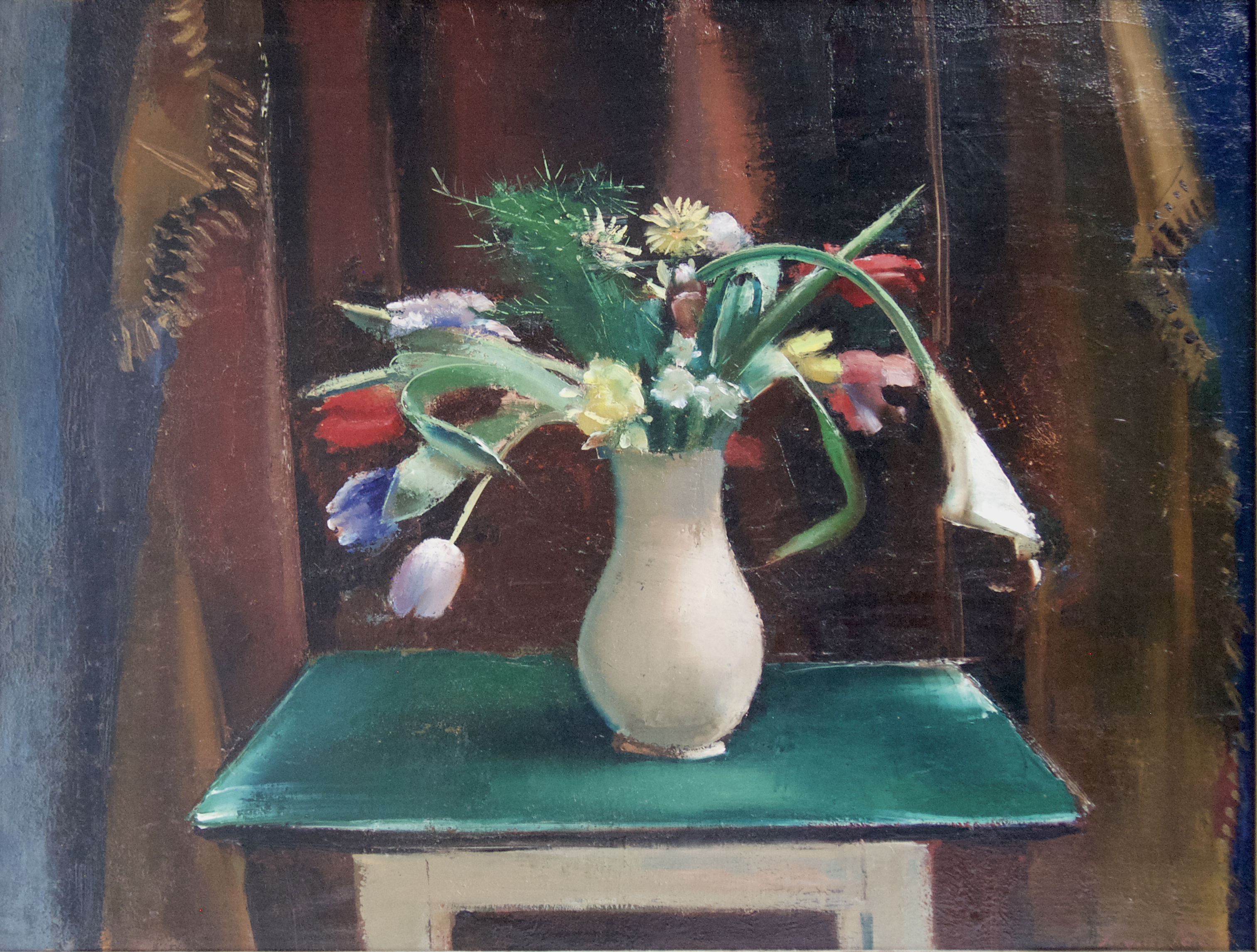
"Натюрморт с цветами" (1930).